# Myotis evotis
Myotis evotis är en däggdjursart som först beskrevs av Harrison Allen 1864. Den ingår i släktet Myotis och familjen läderlappar.

## Underarter
Catalogue of Life listar 6 underarter:
- Myotis evotis evotis (H. Allen, 1864)
- Myotis evotis chrysonotus (J. A. Allen, 1896)
- Myotis evotis jonesorum Manning, 1993
- Myotis evotis micronyx Nelson and Goldman, 1909
- Myotis evotis milleri Elliot, 1903
- Myotis evotis pacificus Dalquest, 1943

## Beskrivning
Pälsen är tät, mjuk och glänsande med en dov, över ljust brunaktig till halmfärgad färg. Öronen, som är mycket långa för släktet (omkring 2 cm) är svarta, likaså flyghuden. Underarten M. e. pacificus är påtagligt mörk. Kroppslängden är 8,7 till 10 cm, inkluderande den 3,5 till 4,5 långa svansen, underarmslängden är 3,6 till 4 cm, vingbredden omkring 25 cm, och vikten 5 till 8 g.

## Utbredning
Utbredningsområdet omfattar västra Nordamerika från södra British Columbia, södra Alberta och södra Saskatchewan i Kanada över västra USA från Washington, Idaho, Montana och North Dakota till Kalifornien, Arizona och New Mexico samt Baja California i nordvästra Mexiko.

## Ekologi
Arten är vanligast i barrskog, från fuktiga kustskogar till bergsskogar upp till över 2 800 meters höjd. Den finns emellertid i många andra habitat karakteriserade av skog och klippor men också i buskage, chaparral och jordbruksbygder. Arten är nattaktiv som de flesta fladdermöss, och söker daglega i ihåliga träd, klippsprickor, grottor, övergivna gruvor, byggnader, håligheter i jorden eller under stora barkstycken på träd. Individerna sover antingen ensamma eller i små gupper på upptill 30 individer. Arten byter sovplatser regelbundet, något som minskar risken att de blir uppätna av rovdjur.
Arten kan som mest bli 22 år gammal i det fria, men det är osannolikt att den normalt uppnår en så hög ålder; medellivslängden antas vara något över två år.
Myotis evotis sover vintersömn, och väljer då grottor och övergivna gruvor.

### Föda och predation
Arten börjar flyga efter byten mellan 10 och 40 minuter efter solnedgången. Födan utgörs huvudsakligen av nattfjärilar, men den tar också skalbaggar, tvåvingar och spindlar. Fladdermusen kan ta byten både i flykten och sådana som sitter på något underlag.
Själv utgör arten byten för flera rovdjur specialiserade på smådäggdjur, som jordekorrar och björnar. I British Columbia tas arten även av snokarten Coluber mormon.

### Fortplantning
Litet är känt om artens fortplantning. Individerna parar sig på hösten eller den tidiga vintern före vintersömnen; honorna sparar sedan säden i sin kropp till den egentliga befruktningen under våren. En unge föds under senvåren/försommaren efter 40 till 60 dygns dräktighet. De dräktiga honorna har då flyttat till särskilda, mindre yngelkolonier. Ungen är naken när den föds, med en längd på 7 till 8 cm och en vikt på 1 till 1,5 g. Dock har den redan en uppsättning skarpa mjölktänder.

## Bevarandestatus
IUCN kategoriserar arten globalt som livskraftig och populationen är stabil. Emellertid listas habitatförlust till följd av igenfyllning av övergivna gruvor och amatörspeleologi som tänkbara hot.